# Silvy Kas
Silvy „Kas“ Khoucasian ist eine US-amerikanische Schauspielerin und Filmproduzentin.

## Leben
Mit Mitte 20 begann sie ihre Schauspiellaufbahn. Sie debütierte 2006 in einer Episode der Fernsehserie Nip/Tuck – Schönheit hat ihren Preis als Fernsehschauspielerin. Im Folgejahr war sie als Episodendarstellerin in der Fernsehserie Dirt zu sehen sowie als Nebendarstellerin in Rush Hour 3. 2009 spielte sie im Science-Fiction-Film Transmorphers 3 – Der dunkle Mond die Rolle der Officer Stevens. Im selben Jahr stellte sie die Rolle der Maissa Hassan im Kurzfilm Angels and Fire dar, der am 16. August 2009 auf dem Fright Night Film Festival gezeigt wurde. 2011 übernahm sie die weibliche Hauptrolle der Amanda im Kurzfilm Waffles, für diesen sie auch zusätzlich als Produzentin fungierte. Dieser wurde unter anderen am 28. September 2011 auf dem Virgin America Airlines, am 7. Oktober 2011 auf dem Tacoma Film Festival und am 10. November 2011 auf dem Napa Valley Film Festival gezeigt. Danach folgten Rollen in den Spielfilmen Crosshairs von 2013 und 10E von 2019.

## Filmografie (Auswahl)
- 2006: Nip/Tuck – Schönheit hat ihren Preis (Nip/Tuck, Fernsehserie, Episode 4x11)
- 2007: Dirt (Fernsehserie, Episode 1x13)
- 2007: Rush Hour 3
- 2008: Mutant Vampire Zombies from the 'Hood!
- 2009: Transmorphers 3 – Der dunkle Mond (Transmorphers: Fall of Man)
- 2009: Angels and Fire (Kurzfilm)
- 2011: Waffles (Kurzfilm; auch Produktion)
- 2013: Crosshairs
- 2019: 10E